# Cincinnati Masters 2002 - Qualificazioni singolare
Le qualificazioni del singolare  del Cincinnati Masters 2002 sono state un torneo di tennis preliminare per accedere alla fase finale della manifestazione. I vincitori dell'ultimo turno sono entrati di diritto nel tabellone principale. In caso di ritiro di uno o più giocatori aventi diritto a questi sono subentrati i lucky loser, ossia i giocatori che hanno perso nell'ultimo turno ma che avevano una classifica più alta rispetto agli altri partecipanti che avevano comunque perso nel turno finale.
Le qualificazioni del torneo Cincinnati Masters  2002 prevedevano 32 partecipanti di cui 8 sono entrati nel tabellone principale.

## Teste di serie
1. Alberto Martín (ultimo turno)
2. Paradorn Srichaphan (ultimo turno)
3. Wayne Arthurs (Qualificato)
4. Vince Spadea (ultimo turno)
5. Mark Philippoussis (Qualificato)
6. Radek Štěpánek (primo turno)
7. Kristian Pless (primo turno)
8. Michaël Llodra (primo turno)

1. Hyung-Taik Lee (Qualificato)
2. Guillermo Coria (Qualificato)
3. Noam Okun (primo turno)
4. Robby Ginepri (Qualificato)
5. Cyril Saulnier (primo turno)
6. Cecil Mamiit (primo turno)
7. Gastón Etlis (primo turno)
8. Oleg Ogorodov (ultimo turno)

## Qualificati
1. Ramón Delgado
2. Robby Ginepri
3. Wayne Arthurs
4. Guillermo Coria

1. Mark Philippoussis
2. Noam Okun
3. Hyung-Taik Lee
4. Cyril Saulnier

## Tabellone

### Legenda
| - Q = Qualificato - WC = Wild card - LL = Lucky loser | - ALT = Alternate - SE = Special Exempt - PR = Protected Ranking | - w/o = Walkover - r = Ritirato - d = Squalificato |

### Sezione 1
|  | Primo turno | Primo turno      | Primo turno      | Primo turno | Primo turno |  |  | Ultimo turno | Ultimo turno   | Ultimo turno   | Ultimo turno | Ultimo turno |  |
|  |             |                  |                  |             |             |  |  |              |                |                |              |              |  |
|  | 1           | Alberto Martín   | Alberto Martín   | 7           | 6           |  |  |              |                |                |              |              |  |
|  |             | Jason Zimmermann | Jason Zimmermann | 64          | 0           |  |  | 1            | Alberto Martín | Alberto Martín | 3            | 4            |  |
|  |             | Ramón Delgado    | Ramón Delgado    | 6           | 7           |  |  |              | Ramón Delgado  | Ramón Delgado  | 6            | 6            |  |
|  | 14          | Cecil Mamiit     | Cecil Mamiit     | 4           | 63          |  |  |              |                |                |              |              |  |

### Sezione 2
|  | Primo turno | Primo turno         | Primo turno   | Primo turno | Primo turno |  |  | Ultimo turno | Ultimo turno        | Ultimo turno        | Ultimo turno | Ultimo turno |  |
|  |             |                     |               |             |             |  |  |              |                     |                     |              |              |  |
|  | 2           | Paradorn Srichaphan | 7             | 63          | 6           |  |  |              |                     |                     |              |              |  |
|  |             | Wayne Black         | 5             | 7           | 2           |  |  | 2            | Paradorn Srichaphan | Paradorn Srichaphan | 5            | 2            |  |
|  | 12          | Robby Ginepri       | Robby Ginepri | 6           | 6           |  |  | 12           | Robby Ginepri       | Robby Ginepri       | 7            | 6            |  |
|  |             | Rey Puentes         | Rey Puentes   | 0           | 0           |  |  |              |                     |                     |              |              |  |

### Sezione 3
|  | Primo turno | Primo turno    | Primo turno   | Primo turno   | Primo turno |  |  | Ultimo turno | Ultimo turno  | Ultimo turno | Ultimo turno | Ultimo turno |  |
|  |             |                |               |               |             |  |  |              |               |              |              |              |  |
|  | 3           | Wayne Arthurs  | 7             | 63            | 6           |  |  |              |               |              |              |              |  |
|  |             | Cédric Pioline | 68            | 7             | 4           |  |  | 3            | Wayne Arthurs | 7            | 64           | 6            |  |
|  | 16          | Oleg Ogorodov  | Oleg Ogorodov | Oleg Ogorodov | 5           |  |  | 16           | Oleg Ogorodov | 64           | 7            | 4            |  |
|  |             | Gabriel Trifu  | Gabriel Trifu | Gabriel Trifu | 4r          |  |  |              |               |              |              |              |  |

### Sezione 4
|  | Primo turno | Primo turno     | Primo turno  | Primo turno | Primo turno |  |  | Ultimo turno | Ultimo turno    | Ultimo turno    | Ultimo turno | Ultimo turno |  |
|  |             |                 |              |             |             |  |  |              |                 |                 |              |              |  |
|  | 4           | Vince Spadea    | Vince Spadea | 6           | 6           |  |  |              |                 |                 |              |              |  |
|  |             | Mardy Fish      | Mardy Fish   | 4           | 4           |  |  | 4            | Vince Spadea    | Vince Spadea    | 65           | 0r           |  |
|  | 10          | Guillermo Coria | 4            | 6           | 7           |  |  | 10           | Guillermo Coria | Guillermo Coria | 7            | 4            |  |
|  |             | Harel Levy      | 6            | 2           | 5           |  |  |              |                 |                 |              |              |  |

### Sezione 5
|  | Primo turno | Primo turno        | Primo turno | Primo turno | Primo turno |  |  | Ultimo turno | Ultimo turno       | Ultimo turno       | Ultimo turno | Ultimo turno |  |
|  |             |                    |             |             |             |  |  |              |                    |                    |              |              |  |
|  | 5           | Mark Philippoussis | 4           | 6           | 6           |  |  |              |                    |                    |              |              |  |
|  |             | Jesse Witten       | 6           | 1           | 4           |  |  | 5            | Mark Philippoussis | Mark Philippoussis | 6            | 6            |  |
|  |             | Gastón Etlis       | 5           | 7           | 6           |  |  |              | Gastón Etlis       | Gastón Etlis       | 4            | 1            |  |
|  | 15          | Alex Kim           | 7           | 63          | 3           |  |  |              |                    |                    |              |              |  |

### Sezione 6
|  | Primo turno | Primo turno     | Primo turno     | Primo turno | Primo turno |  |  | Ultimo turno    | Ultimo turno    | Ultimo turno    | Ultimo turno | Ultimo turno |  |
|  |             |                 |                 |             |             |  |  |                 |                 |                 |              |              |  |
|  |             | Michael Russell | Michael Russell | 6           | 7           |  |  |                 |                 |                 |              |              |  |
|  | 6           | Radek Štěpánek  | Radek Štěpánek  | 1           | 5           |  |  | Michael Russell | Michael Russell | Michael Russell | 64           | 4            |  |
|  |             | Noam Okun       | 6               | 3           | 7           |  |  | Noam Okun       | Noam Okun       | Noam Okun       | 7            | 6            |  |
|  | 11          | Martin Verkerk  | 4               | 6           | 63          |  |  |                 |                 |                 |              |              |  |

### Sezione 7
|  | Primo turno | Primo turno           | Primo turno           | Primo turno | Primo turno |  |  | Ultimo turno | Ultimo turno   | Ultimo turno   | Ultimo turno | Ultimo turno |  |
|  |             |                       |                       |             |             |  |  |              |                |                |              |              |  |
|  |             | Louis Vosloo          | 7                     | 6(0)        | 6           |  |  |              |                |                |              |              |  |
|  | 7           | Kristian Pless        | 62                    | 7           | 4           |  |  |              | Louis Vosloo   | Louis Vosloo   | 4            | 0            |  |
|  | 9           | Hyung-Taik Lee        | Hyung-Taik Lee        | 6           | 6           |  |  | 9            | Hyung-Taik Lee | Hyung-Taik Lee | 6            | 6            |  |
|  |             | Levar Harper-Griffith | Levar Harper-Griffith | 3           | 4           |  |  |              |                |                |              |              |  |

### Sezione 8
|  | Primo turno | Primo turno     | Primo turno     | Primo turno | Primo turno |  |  | Ultimo turno   | Ultimo turno   | Ultimo turno | Ultimo turno | Ultimo turno |  |
|  |             |                 |                 |             |             |  |  |                |                |              |              |              |  |
|  |             | Nenad Zimonjić  | Nenad Zimonjić  | 6           | 6           |  |  |                |                |              |              |              |  |
|  | 8           | Michaël Llodra  | Michaël Llodra  | 4           | 4           |  |  | Nenad Zimonjić | Nenad Zimonjić | 6            | 2            | 5            |  |
|  |             | Cyril Saulnier  | Cyril Saulnier  | 6           | 6           |  |  | Cyril Saulnier | Cyril Saulnier | 4            | 6            | 7            |  |
|  | 13          | Kenneth Carlsen | Kenneth Carlsen | 3           | 2           |  |  |                |                |              |              |              |  |